# Max Sprenger
Max Eberhard Sprenger (* 18. Oktober 2000 in Wetzlar) ist ein deutscher Autor.

## Leben
Sprenger wuchs mit seiner Mutter und seinen beiden jüngeren Geschwistern in Wetzlar auf. Er besuchte die Gesamtschule Solms. Im Sommer 2015 erlitt er während eines Urlaubs in den Niederlanden eine Hirnblutung. Nach Einlieferung in die Notaufnahme wurde er in ein künstliches Koma versetzt. Aufgrund der Hirnblutung setzte bei ihm das Locked-in-Syndrom ein, das dazu führte, dass er drei Monate nicht in der Lage war, sich zu bewegen und zu artikulieren. Trotz zunächst schlechter Prognosen gelang ihm mithilfe der Therapien eine Rückkehr ins Leben. Er legte die Mittlere Reife ab und begann damit, seine Geschichte mit einem Finger in sein Handy zu tippen.
2019 veröffentlichte er sein Buch Tsunami im Kopf – Flachgelegt von einer Hirnblutung, aber ich hole mir mein Leben zurück, das im Adeo Verlag erschien. Das Buch erreichte Platz 32 in den Spiegel-Bestsellerlisten.
Sprenger tritt in Fernsehsendungen und bei Lesungen auf; die Lesungen übernehmen Freunde und Ortsansässige. In Interviews berichtet er von seinem Erleben im Locked-In-Syndrom, seiner Rehabilitation und der Bedeutung des Schreibens für den Gesundungsprozess.
Im Juni 2023 erlangte Sprenger die Allgemeine Hochschulreife. Seit dem Wintersemester 2023/24 studiert er „Deutsche Sprache und Literatur“ an der Universität zu Köln.

## Werke
- Tsunami im Kopf – Flachgelegt von einer Hirnblutung, aber ich hole mir mein Leben zurück. Adeo Verlag, Asslar 2019, ISBN 978-3-86334-219-7.
- Kriminelle Novelle. Books on Demand, Norderstedt 2023, ISBN 978-3-75830-930-4.